# Gomunice (gmina)
Gomunice – gmina wiejska w województwie łódzkim, w powiecie radomszczańskim. W latach 1975–1998 gmina położona była w województwie piotrkowskim.
Siedziba gminy to Gomunice.
Według danych z 30 czerwca 2010 gminę zamieszkiwało 5971 osób.

## Struktura powierzchni
Według danych z roku 2002 gmina Gomunice ma obszar 62,57 km², w tym:
- użytki rolne: 57%
- użytki leśne: 34%

Gmina stanowi 4,34% powierzchni powiatu.

## Demografia

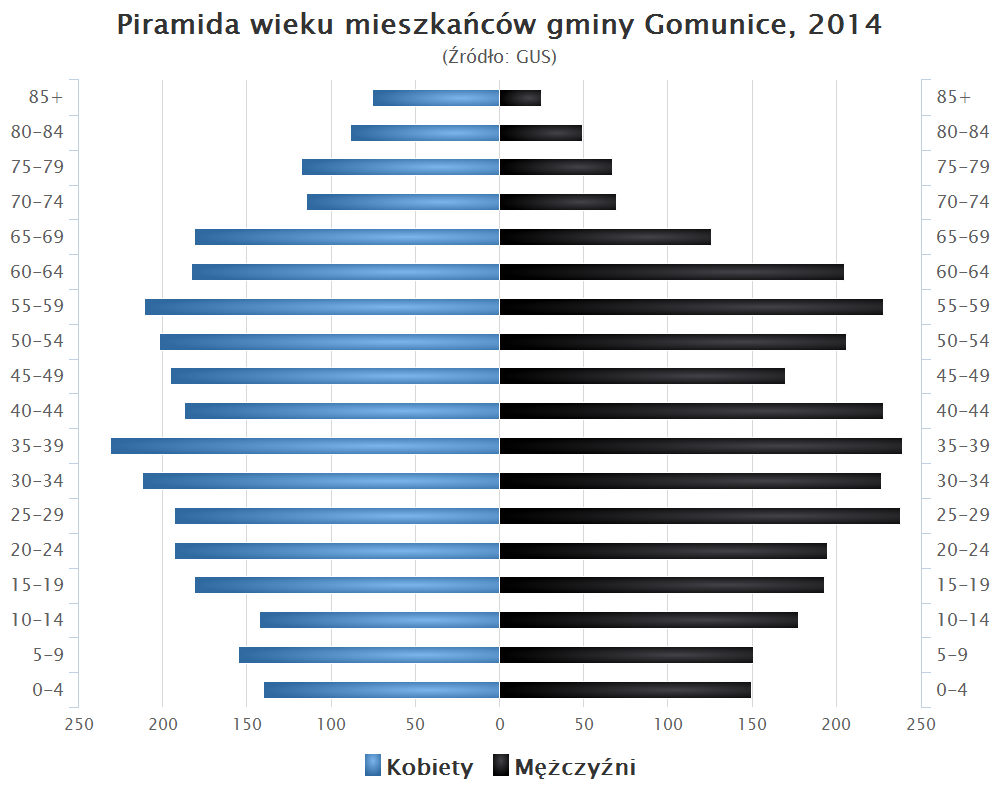
Piramida wieku mieszkańców gminy Gomunice w 2014 roku

Dane z 30 czerwca 2010:
| Opis                              | Ogółem | Ogółem | Kobiety | Kobiety | Mężczyźni | Mężczyźni |
| --------------------------------- | ------ | ------ | ------- | ------- | --------- | --------- |
| jednostka                         | osób   | %      | osób    | %       | osób      | %         |
| populacja                         | 5971   | 100    | 3061    | 51,3    | 2910      | 48,7      |
| gęstość zaludnienia (mieszk./km²) | 96     | 96     |         |         |           |           |

## Sołectwa
Chruścin, Chrzanowice, Gertrudów, Gomunice, Karkoszki, Kletnia, Kocierzowy, Piaszczyce, Słostowice, Wąglin oraz Wojciechów.

## Sąsiednie gminy
Dobryszyce, Gorzkowice, Kamieńsk, Kodrąb, Radomsko